# Петгъски манастир
Петгъски манастир „Свети Никодим Светогорец“ (на гръцки: Ιερά Μονή Αγίου Νικόδημου Αγιορείτου) е православен мъжки манастир в Егейска Македония, Гърция, метох на атонския манастир Симонопетра на Вселенската патриаршия, разположен край гумендженското село Петгъс (Пендалофо).
Манастирът е разположен на 700 m надморска височина в югоизточното подножие на планината Паяк, на няколко километра северозападно от Петгъс. На североизток от него е манастирът „Свети Рафаил, Николай и Ирина“. Основан е в 1981 година като метох на Симонопетра. Главният храм е двоен, като горното ниво е посветено на Свети Никодим, а долното на Свети Рафаил, Николай и Ирина. В храма е пренесен от Света гора черепът на преподобни Никодим Светогорец, патрон на манастира и виден църковен писател от XVIII – XIX век. Храмът се отличава със стенописите си, а манастирът е известен с ръчното производство на икони.